# Gotthold Starke
Gotthold W. Th. Starke (* 27. Januar 1896 in Runowo, Kreis Wirsitz, Provinz Posen; † 27. November 1968 in Bonn) war ein deutscher Journalist und Diplomat.

## Leben

### Krieg und Studium
Als Sohn des Pfarrers Gotthold Starke und seiner Ehefrau Marie Hesekiel (jüngste Tochter des Generalsuperintendenten Johannes Hesekiel) besuchte er von 1909 bis 1914 das Gymnasium in Posen. Als Kriegsteilnehmer im Ersten Weltkrieg wurde er nach kurzer Dienstzeit schwer verwundet. So konnte er nach seiner Genesung das Heer verlassen und seine Ausbildung fortsetzen. Er nahm von 1915 bis 1918 das Studium der Rechts- und Staatswissenschaften in Berlin, Göttingen und Heidelberg auf. Als Nebenfach belegte er Seminare orientalischer Sprachen.
Im Jahr 1918 konnte er sein 1. Staatsexamen als Assessor ablegen. Er nahm eine Tätigkeit beim Amtsgericht in Czarnikau auf. Da er sich im Jahre 1919 an den Kämpfen an den Grenzen beteiligte, musste er fliehen. So kam er nach Berlin. Hier traf er mit Arthur Moeller van den Bruck zusammen und wurde Mitglied im Juniklub, wo sich Nationalkonservative und Publizisten trafen. Weiterhin setzte er in Berlin seine Studien fort. Da er seine polnische Staatsangehörigkeit nicht abgelegt hatte, musste er 1922 den preußischen Staatsdienst quittieren.

### Chefredakteur in Bromberg
Im gleichen Jahr ging er nach Bromberg, um bei der Zeitung Deutsche Rundschau in Polen als Chefredakteur zu arbeiten. Kulturell beteiligte er sich im Jahre 1924 an der Gründung des Kant-Vereins zur Förderung der akademischen Berufsausbildung. Am 2. September 1939 wurde er verhaftet und während der nächsten neun Tage unter großen Strapazen verschleppt, bis er von deutschen Truppen befreit wurde. Er reiste nach Deutschland zurück und trat eine Stellung im Auswärtigen Amt an. In den Jahren von 1941 bis 1945 leitete er das Osteuropa-Referat in der Presse- und Nachrichtenabteilung. In dieser Zeit war er auch in Moskau an der deutschen Botschaft als Botschaftsrat tätig. Am 1. Juni 1942 war er der NSDAP beigetreten.

### Diplomatischer Dienst
Nach Kriegsende fiel er in sowjetische Gefangenschaft und war u. a. in Wladimir inhaftiert. Im Jahre 1955 kam er mit den letzten Kriegsgefangenen nach Deutschland zurück. Er trat wieder in den diplomatischen Dienst ein und wurde wissenschaftlicher Mitarbeiter und Gesandtschaftsrat in der Presseabteilung des Auswärtigen Amtes. Später leitete er als Vortragender Legationsrat das Referat für Ostfragen. Weiterhin engagierte er sich in den 1950er Jahren bei der Historisch-Landeskundlichen Kommission für Posen und das Deutschtum in Polen.
Ziel dieser Einrichtung war es u. a. nachzuweisen, dass die deutsche Minderheit in Polen nicht die aufkommende NS-Bewegung mitgetragen hätte und somit nicht gegen den polnischen Staat gerichtet war. Im Jahre 1962 verließ er den Staatsdienst. Er kehrte zu seiner journalistischen Tätigkeit zurück und unterstützte durch seine Mitarbeit internationale Flüchtlingsorganisationen.

## Schriften
- Neun Tage Misshandlungen, Qual und Tod. In: Fritz Menn: Auf den Straßen des Todes – Leidensweg der Volksdeutschen in Polen. Leipzig 1940
- Archbishop Reinis in the Prison of Vladimir. In: Modern Age Archive, Volume 2, Number 2, 1958, mmisi.org (PDF; 299 kB; abgerufen 2012-01)
- Der Schreckensmarsch nach Lowitsch. In: Hans Schadewaldt: Die polnischen Greueltaten an den Volksdeutschen in Polen, 1940